# Le Mars
Le Mars é uma cidade localizada no estado americano de Iowa, no Condado de Plymouth.

## Demografia
Segundo o censo americano de 2000, a sua população era de 9237 habitantes.
Em 2006, foi estimada uma população de 9363, um aumento de 126 (1.4%).

## Geografia
De acordo com o United States Census Bureau tem uma área de
17,6 km², dos quais 17,6 km² cobertos por terra e 0,0 km² cobertos por água. Le Mars localiza-se a aproximadamente 372 m acima do nível do mar.

## Localidades na vizinhança
O diagrama seguinte representa as localidades num raio de 16 km ao redor de Le Mars.